# Daniel Imhof
Daniel Imhof (* 22. November 1977 in Wil, Schweiz) ist ein ehemaliger Fussballspieler mit kanadischer und Schweizer Staatsangehörigkeit.

## Karriere
Der defensive Mittelfeldspieler ist gebürtiger Schweizer, wanderte jedoch bereits im Alter von fünf Jahren mit seinen Eltern nach Kanada aus. Seine Jugend verbrachte Imhof als Sohn eines Buschfliegers in Smithers (British Columbia). An der Universität von Victoria («UVic») auf Vancouver Island wurde der angehende Sportlehrer zum Schlüsselspieler der universitätseigenen Fussballmannschaft. Er hat zwei jüngere Brüder, die beide in den unteren Ligen in der Schweiz spielen. Bruder Dominic spielt für den FC Tuggen und Christoph hat für den FC Gossau und FC Bazenheid gespielt.
Anfang 1999 wagte Daniel Imhof deshalb auf eigene Faust den Sprung in den europäischen Profifussball. Beim Schweizer Zweitligisten FC Wil absolvierte er ein Probetraining und wurde vom damaligen Cheftrainer Marcel Koller engagiert. Bereits ein Jahr später wechselte Imhof mit Marcel Koller zum FC St. Gallen, mit dem er wenig später die Schweizer Meisterschaft gewann.
Im Sommer 2005 schliesslich folgte Imhof erneut dem Ruf Kollers und wechselte zum VfL Bochum in die 2. Bundesliga. Nach Abschluss der Saison konnte er zusammen mit seinen Kameraden den Aufstieg in die Bundesliga feiern. Imhof verlängerte seinen Vertrag mit dem VfL Bochum im Jahr 2008 bis zum Ende der Saison 2009/10 mit beidseitiger Option auf ein weiteres Jahr. Im Januar 2010 kehrte er jedoch vorzeitig zum FC St. Gallen zurück. In der Winterpause der Saison 2011/12 gab er bekannt, dass er Ende der Saison seine Fussballkarriere beenden werde. Zum Abschied gewann er als Captain mit dem FC St. Gallen die Challenge-League-Meisterschaft und durfte als letzter verbliebener Spieler der Meistermannschaft von 2000 auch den Aufstieg feiern.
Für die kanadische Nationalmannschaft bestritt Imhof bis Oktober 2010 insgesamt 36 Spiele. 2002 und 2003 gehörte er zum kanadischen Aufgebot beim CONCACAF Gold Cup.

## Titel / Erfolge
- Schweizer Meister 2000 mit dem FC St. Gallen
- Aufstieg in die 1. Bundesliga 2006 mit dem VfL Bochum